# Agomé (peuple)

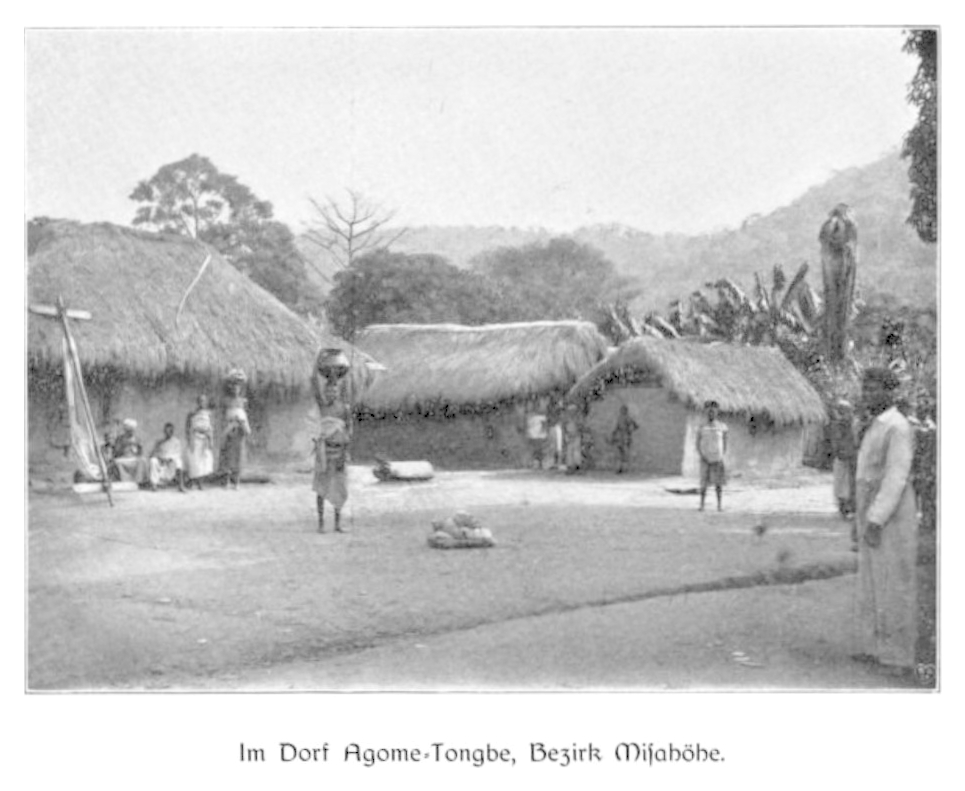
Population d'Agome-Tongbe en 1904

Les Agomé sont un peuple d'Afrique de l'Ouest, implanté principalement au sud-ouest du Togo, dans la région des Plateaux et la préfecture du Kloto. Apparus entre le XVIIe et le XVIIIe siècle, lors de l'exode des Éwés de Notsé, ils sont une sous-branche du peuple Éwé. Au XXIe siècle, les Agomé se trouvent surtout autour de la ville de Kpalimé, anciennement Agomé-Kpalimé.

## Onomastique
L'origine du nom Yoh, qui est parfois attaché au terme Agomé, notamment pour la chefferie principale du peuple, à Agomé-Yoh, est peu claire. Elle serait soit due au nom d'arbres que les premiers Agomé auraient trouvé, et qui se seraient nommés « Yoti », soit, selon la tradition orale Agomé, au nom d'un peuple les précédant sur la zone, qui se serait appelé les « Yoh ».

## Histoire

### Origines
L'histoire des Agomé est intimement liée à celle, plus large, des Éwés, dont ils font partie. Les ancêtres de ce peuple s'installent à Notsé et y fondent une cité-état prospère. Pourtant, après de multiples développements politiques et sociaux, une partie des habitants s'insurge contre leur souverain, Agokoli, jugé trop tyrannique, et décide de quitter la ville et de s'exiler. De cet exil naît le peuple Éwé, et les Agomé qui en découlent s'installent dans la région actuelle de Kpalimé, en commençant par Agomé-Yoh, qui garde une place centrale comme chefferie principale du peuple, en raison de son ancienneté, bien que Kpalimé soit une ville plus importante désormais. Certains dirigeants Agomés ont des contacts diplomatiques avec les puissances occidentales au XVIIIe et au début du XIXe siècles.

### Colonisation
Le peuple se défend contre la colonisation allemande, et tire notamment sur un capitaine allemand en 1898. L'un de leurs dirigeants, le chef d'Agomé-Yoh, Togbui Tsally Kokou Senyo, s'implique de manière importante dans la lutte pour l'indépendance du Togo.

### Togo post-colonial
Dans la seconde moitié du XXe siècle, les Agomé se trouvent principalement dans les communes d'Agomé-Tomégbé, Agomé-Yoh, Agomé-Kousountou, Agomé-Kpodzi et de Kpalimé. Le chef Togbui Tsally, devient par la suite un soutien important du régime des Gnassingbé et poursuit ses activités, comme organiser les libations et les cérémonies dans la communauté.